# Buchnerinae
Buchnerinae, podtribus volovotkovki, dio tribusa Buchnereae. 

## Rodovi
Subtribus Buchnerinae Benth. & Hook. fil. se sastoji od 21 roda:
1. Radamaea Benth. (4 spp.)
2. Nesogenes A.DC. (9 spp.)
3. Sopubia Buch.-Ham. ex D. Don (32 spp.)
4. Parasopubia H.-P.Hofm. & Eb.Fisch. (4 spp.)
5. Micrargeria Benth. (3 spp.)
6. Micrargeriella R.E.Fr. (1 sp.)
7. Striga Lour. (55 spp.)
8. Cycnium E. Mey. ex Benth. (17 spp.)
9. Buchnera L. (132 spp.)
10. Tetraspidium Baker (1 sp.)
11. Pseudostriga Bonati (1 sp.)
12. Cycniopsis Engl. (2 spp.)
13. Rhamphicarpa Benth. (6 spp.)
14. Ghikaea Volkens & Schweinf. (1 sp.)
15. Sieversandreas Eb.Fisch. (1 sp.)
16. Bardotia Eb.Fisch., Schäferh. & Kai Müll. (1 sp.)
17. Graderia Benth. (4 spp.)
18. Xylocalyx Balf.f. (5 spp.)
19. Baumia Engl. & Gilg (1 sp.)
20. Pseudosopubia Engl. (3 spp.)
21. Hiernia S.Moore (1 sp.)